# Dzeudji
Dzeudji est une localité du sud est de la Côte d'Ivoire, et appartenant au département d'Alépé, dans la Région des Lagunes. La localité de Dzeudji est un chef-lieu de commune.